# 16406 Oszkiewicz
A 16406 Oszkiewicz (ideiglenes jelöléssel (16406) 1985 PH) a Naprendszer kisbolygóövében található aszteroida. Edward L. G. Bowell fedezte fel 1985. augusztus 14-én.